# Street hockey

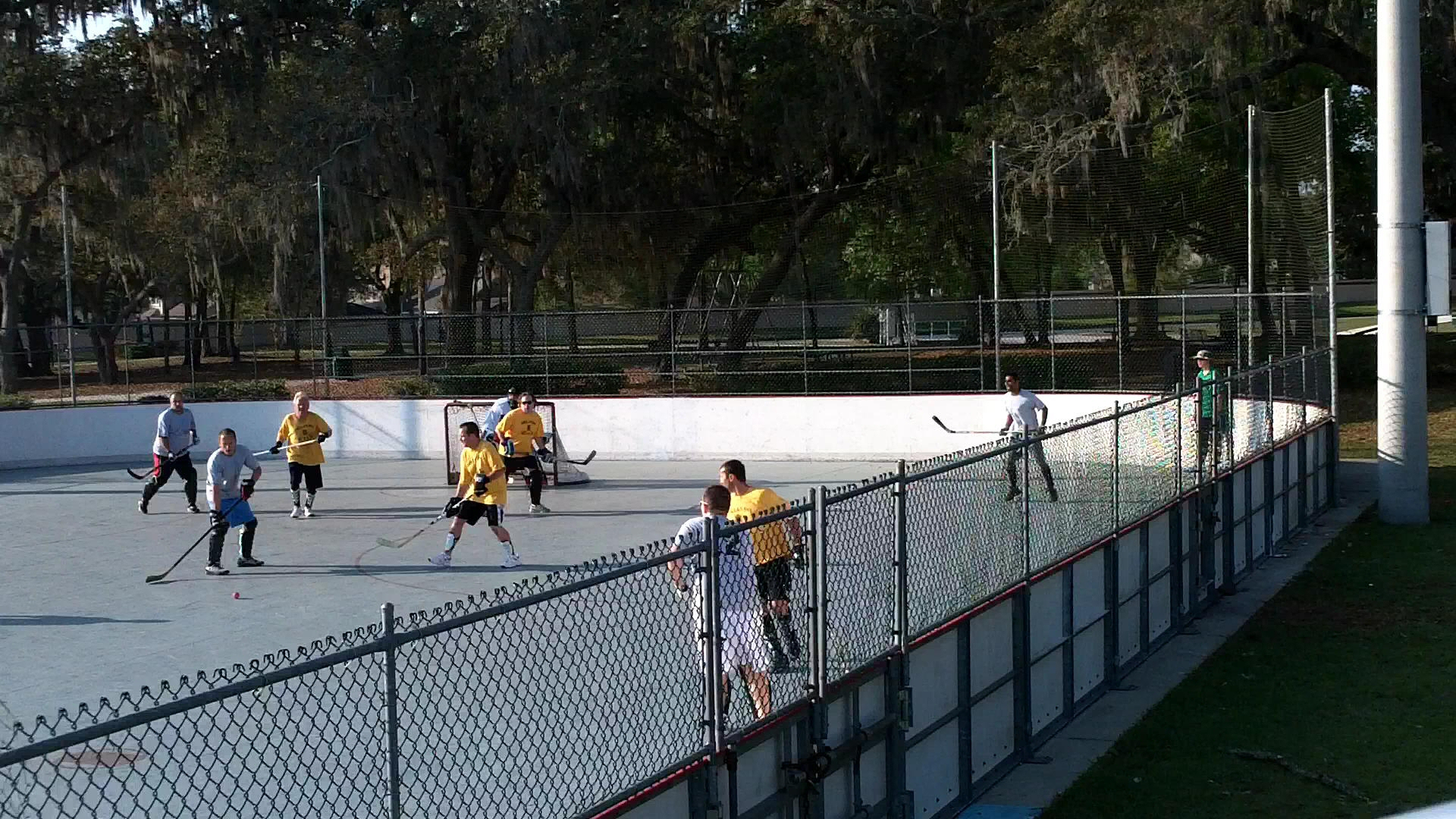
Street hockey mérkőzés

A street hockey (magyarra „utcai hoki”-ként fordítható) egy Magyarországon alig ismert csapatsport. A jégkorong egyik változata, amelyet korcsolyák nélkül játszanak aszfalton, műanyag felületen vagy betonon. Jégkorong helyett egy egyedi narancssárga labdával játsszák védőfallal (palánkkal) körülvett pályán. A játék célja, hogy minél több gólt lőjünk hokiütőnk segítségével az ellenfél kapujába. Egy csapat öt mezőnyjátékosból és egy kapusból áll.

## Története
A street hockey egy nagyon fiatal sportág, rövid a múltja. Gyökerei viszont egészen az időszámításunk előtti második évezredbe nyúlnak vissza. Ekkor Írország területén már játszottak hasonló játékokat (szintén labdával és botokkal).
A játék - az új formájában - ismét felbukkant, s terjedni kezdett főleg Földünk északi, hidegebb területein. A hivatalos bajnokságait az egyes országokban különböző időszakokban rendezték meg. Először Kanadában az 1960-as évek végén, az USA-ban az 1970-es évek elején, Ausztriában és Csehszlovákiában 1980-ban, Finnországban, Németországban, Japánban és Svédországban az 1990-es évek elején, s nemrég a többi államban is.
A kezdeti sikeres versenyek, bajnokságok hatására 1993-ban létrejött az ISBHF – az International Street and Ball Hockey Federation (Nemzetközi Street és Ball Hockey-szövetség). Megrendezték az első junior- és szeniorversenyeket is. Az ISBHF megalakulása óta azon dolgozik, hogy e sportág segítségével egyesítse a világ különböző nemzeteit. Ezen kívül új szabályok és újdonságok fejlesztésével, versenyekkel, ill. a sportolók támogatásával is törődik (helyi és globális szinten).
Az első nemzetközi versenyt 1994-ben rendezték Kanadában, később Pozsonyban az 1995-ös Európa-bajnokságon és 1996-ban az első világbajnokságon. Az első junior világbajnokság Csehországban zajlott 2000-ben. Azóta - megegyezés szerint - minden páros évben junior és minden páratlan évben szenior világbajnokságot kerül rendeznek.

## Játékszabályok
A mérkőzés során az adott csapatnak hat mezőnyjátékosa tartózkodhat a pályán. A játékosok a következők: kapus, jobbszélső védő, balszélső védő, jobb szárnyjátékos, bal szárnyjátékos, középső támadójátékos. Mindkét félnek csak egy kapusa tartózkodhat a játékfelületen. Ezt a kapust, ha szeretnék, lecserélhetik egy másfajta játékosra, de a lecserélt kapus már nem térhet vissza a kapujába.
A mérkőzésnek az előre megadott időpontban kell kezdődnie. A mérkőzést a játékvezető azzal indítja el, hogy a kezdőkörben bedobást végez el. Ugyanez történik a többi harmad kezdetekor, ill. hosszabbítás esetén is.
A játékidő harmadokra oszlik. Mindegyik harmad 15 percnyi folytonos játékból áll. A mérkőzés során két 10 perces pihenő áll a játékosok rendelkezésére. A csapatok minden harmad után térfelet cserélnek. A szabadtéri meccsek alatt, hogy teljesen igazságos legyen a játék, az utolsó harmad felében, ill. hosszabbításkor újra térfélcserére kerül sor. A játékidő akkor kezdődik, amikor a játékvezető bedobja a labdát, és sípszóval ér véget.
Ha nincs megadva, hogy melyik fél a hazai csapat és melyik a vendégcsapat, akkor a szemben álló feleknek ezt el kell dönteniük. Döntésük születhet kölcsönös megegyezéssel, sorsolással vagy egyéb módszer segítségével. A hazai csapatnak vannak bizonyos kiváltságai, például kiválaszthatja a cserepadot stb.
A meccsek alatt a játékosok és kapusok bármikor cserélhetik egymást. Ez a hosszabbításokra is érvényes. Ha csere közben a játékba épp bekapcsolódó játékos hozzáér a labdához vagy az ellenfél játékosához, miközben a társa még a pályán tartózkodik, büntetést kap.
Az a csapat, amely a teljes játékidő során lő több gólt, a mérkőzés győztese (verseny esetén 2 pontot kap). A hirtelen halál fogalom alatt azt értjük, amikor hosszabbítás esetén az a csapat győz, amelyik az első gólt szerzi.
Ha a meccs végén döntetlen az eredmény, és nem kiesős rendszerben játsszák, mindkét fél 1 pontot kap. Vereség esetén az adott csapat egy pontot sem ér el.
Egyenes kiesős rendszerben, ahol a találkozó nem végződhet döntetlennel, 10 perces hosszabbítás következik, ha e során sem dől el az eredmény, büntetőpárbaj veszi kezdetét.
Minden csapat a játék folyamán kérhet egyetlenegyszer egy 30 másodpercből álló pihenőidőt. Ezt bármelyik, az edző által megbízott játékos megteheti a játékvezetőnél. A játékvezető kötelessége ezt bejelenteni a mérkőzés jegyzőjénél. Ekkor mindkét fél játékosai - a kapusokkal együtt - (kivéve a megbüntetett játékosokat) a cserepadokhoz siethetnek megbeszélésre.
Ha a játékot olyan okok miatt kellett leállítani, amelyek nem szerepelnek a szabályok között (pl. idegen tárgyak bedobása, beesése a pályára: üdítő, sapka stb.), bedobás következik valamely bedobókör területén, attól függően, hogy a pálya melyik részén zajlott a játék a leállítás előtt.

## A csapatok, a játékosok és a felszerelésük
- A játékosok és mezük – a csapat ügyintézőjének vagy edzőjének a mérkőzés előtt kötelessége a játékvezetőnek vagy a meccs jegyzőjének átadni saját játékosainak név- és mezszám szerinti listáját. Minden csapat maximum létszáma egy mérkőzés során 22 fő (20 játékos + 2 kapus).

- A csapatkapitány – minden csapatnak a játék kezdete előtt ki kell jelölnie egy kapitányt, akinek legfeljebb két helyettese lehet. A kapitánynak a mezén egy „C“ betűt kell viselnie, helyetteseinek pedig az „A“-t. A betűk mérete kötelezően 8 cm. Csak az így jelölt játékosoknak van joguk, kivéve ha büntetettek, a játékvezetővel egyezkedni némely, az ő szemszögükből nem igazságosnak tartott bírói döntésről stb.

- A felszerelés– a játékosoknak és a kapusoknak kell, hogy legyen hokiütője, védőfelszerelése és meze. A védőfelszerelést, kivéve a kesztyűket, a sisakot és a kapus lábvédőit, a sportolónak ruházata alatt kell viselnie.

- A sportcipő– nélkülözhetetlen a megfelelő játékhoz. Tilos az olyan cipők használata, amelyekkel kárt tudnak tenni ellenfelükben!

- A játékos hokiütője – az ütőknek fából vagy más, a szabályokban is elfogadott (műanyag vagy alumínium) anyagból kell készülniük. Nem lehetnek rajtuk kitüremkedések vagy éles felületek. Az ütők műanyag szalaggal tetszés szerint körbetekerhetők. Ezt általában azért teszik, hogy az ütőknek jobb legyen a fogása. Az ütőnek két része van:

1. nyél - egyenesnek kell lennie, maximális hossza 163 cm, szélessége 3 cm, vastagsága 2,5 cm.
2. ütőtoll - maximális hossza 32 cm, szélessége 7,5 cm

- A játékos sisakja – minden játékosnak az elfogadott nemzetközi normáknak megfelelő sisakot kell viselnie. Már a bemelegítéskor is. Az a játékos, aki meccs közben elveszti fejvédőjét, nem folytathatja a játékot. Csak a sisak felvétele, megfelelő rögzítése után folytathatja a mérkőzést. Azok a sportolók, akik még nem töltötték be 18. életévüket, arcuk megóvása érdekében a sisak részeként kötelesek egy rácsszerű védőt is viselni fejükön.

Mindenki számára ajánlott a fogvédő, ill. a nyakvédő használata is.
- A kapus felszerelése – olyannak kell lennie, hogy az egész testet és a fejet is védje. A kapus ütője csupán méreteiben tér el a játékosétól:

1. nyél – kiszélesedő részének hossza 71 cm
2. ütőtoll – maximális hossza 39 cm, szélessége 9 cm (a végén lehet max. 11,5 cm is).

A kapus kesztyűje lehet botos, ill. lepkés kesztyű.
A kapusnak olyan fejvédőt kell viselnie, amely az egész arcot védi (rácsos fejvédőt), hogy ne érje őt közvetlenül a lövés; sőt a kapus sisakja már úgy van megszerkesztve, hogy a hokiütők nyél része se férjen át az apró rácsok között.
- A sportfelszerelések – minden játékosnak rendelkeznie kell saját csapatának mezével. Ezek a csapaton belül nem térhetnek el egymástól. Csupán a kapus viselhet más színű mezt. Ezen a ruhadarabon megtalálható a játékos száma, esetleg a neve. A számjegyeknek a mez elülső és hátsó részén 20-25 cm, a kéznél 8 cm nagyságúaknak kell lenniük. A számok 1 - 99 választhatók.

- A labda – a szabályok szerint narancssárga színű, és csak műanyagból esetleg más engedélyezett anyagokból készülhet. Átmérője 6,6 és 7 cm közötti, súlya 60 és 77 g között mozoghat.

További érdekességként elmondható, hogy 2014. június 24. és 29. között rendezték meg Pozsonyban és Budapesten a junior Európa-bajnokságot.

## Fordítás
Ez a szócikk részben vagy egészben a Hokejbal című szlovák Wikipédia-szócikk fordításán alapul.  Az eredeti cikk szerkesztőit annak laptörténete sorolja fel. Ez a jelzés csupán a megfogalmazás eredetét és a szerzői jogokat jelzi, nem szolgál a cikkben szereplő információk forrásmegjelöléseként.